# Kloster Beuditz
Kloster Beuditz war ein 1232 erstmals urkundlich erwähntes Zisterziensernonnenkloster bei Weißenfels im heutigen Sachsen-Anhalt.

## Geschichte
Das Kloster, das zwar nach der Zisterzienserregel geführt, aber (wie zahlreiche Nonnenklöster) nicht in den Orden inkorporiert war, wird auf ein Hospital zurückgeführt, das 1218 von Mechtild von Lobdaburg in Prittitz gestiftet wurde. Im Jahr 1232 wurde es nach Beuditz, heute einem Teil der Stadt Weißenfels, verlegt. Thomas Müntzer war hier Beichtvater. Dessen Frau Ottilie von Gersen war hier Nonne. Die Aufhebung (Säkularisierung) des Klosters als Folge der Reformation durch Moritz von Sachsen erfolgte im Jahr 1544. 1561 verkaufte Kurfürst August von Sachsen das Kloster dem Rat der Stadt Weißenfels.

## Anlage und Baulichkeiten
Von dem Kloster hat sich nichts erhalten.